# Errol Charles
Pour les articles homonymes, voir Charles.
Sir Errol Charles, né le 10 décembre 1942 à Castries, est un homme politique lucien. Il est gouverneur général de Sainte-Lucie par intérim à partir du 11 novembre 2021, puis en titre depuis le 1er novembre 2024.

## Biographie

### Jeunesse et éducation
Errol Charles naît le 10 décembre 1942 à Castries, capitale de Sainte-Lucie.
Il fréquente la St Aloysius R.C. Boys' School, à Castries, et étudie ensuite au St Mary's College, à Sainte-Lucie. À Wolsey Hall, en Angleterre, Errol Charles complète sa formation en anglais, mathématiques, histoire, sciences politiques (y compris la Constitution du Royaume-Uni). Il suit un cours de droit fiscal et un stage de trois mois sur l'examen des comptes à Trinité-et-Tobago.

### Carrière professionnelle
De 1962 à 1992, Errol Charles travaille dans plusieurs départements du gouvernement de Sainte-Lucie.
De 1993 à 2007, il occupe un poste de directeur des ressources humaines et agent législatif chez J.Q. Charles Limited.
En 2007, il devient indépendant et travaille comme consultant en gestion fiscale jusqu'en 2021. 

### Gouverneur général
Élisabeth II, reine de Sainte-Lucie, nomme Errol Charles comme gouverneur général par intérim, à la suite de la démission de Sir Neville Cenac. Il prête serment à Government House le 11 novembre 2021,.

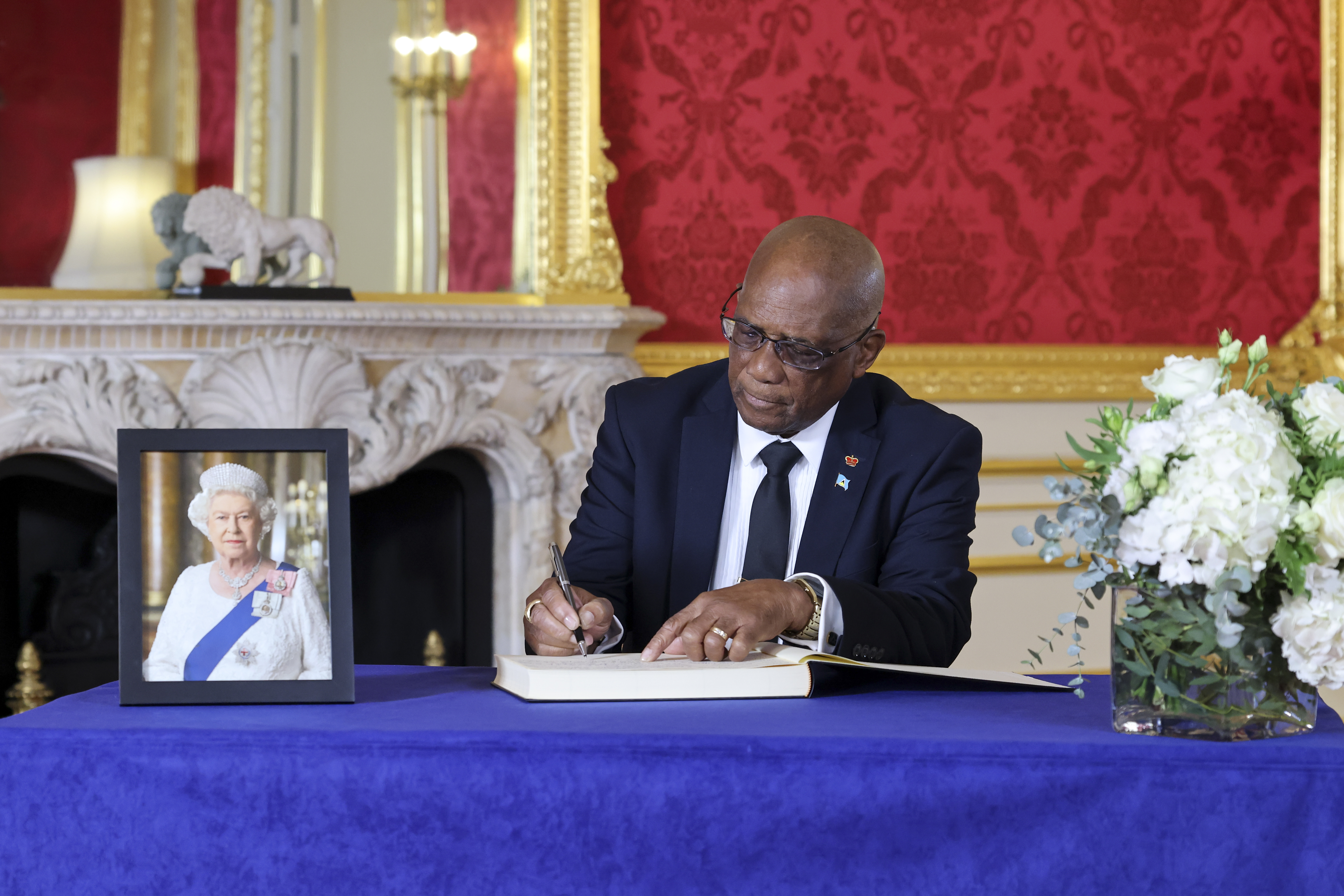
Errol Charles signant à Lancaster House en septembre 2022 le livre de condoléances après la mort de la reine de Sainte-Lucie, Élisabeth II.

Comme gouverneur général, Errol Charles assiste notamment aux funérailles d'Élisabeth II, en septembre 2022, et au couronnement de son successeur, le roi Charles III, chef d'État de Sainte-Lucie, en mai 2023.
Le 23 janvier 2025, il est nommé gouverneur général en titre, rétroactivement à compter du 1er novembre 2024.
Le 4 mars 2025, il est fait chevalier grand-croix de l'ordre de Saint-Michel et Saint-Georges (GCMG) par le roi Charles III.

### Vie privée
Errol Charles est un catholique pratiquant et parle l'anglais et le créole français.
Il est marié à Anysia Samuel.